# サン・ミゲル (ビール)

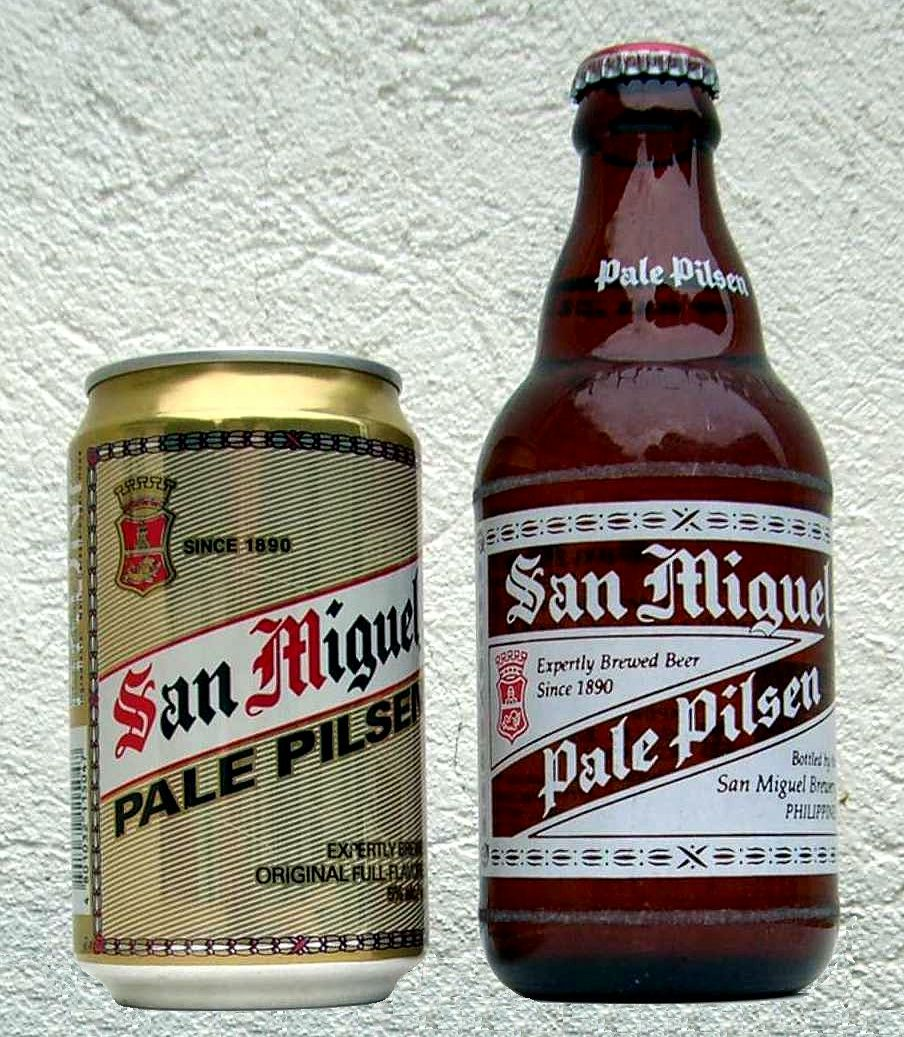
サン・ミゲルのボトルと缶

サン・ミゲル（英語: San Miguel Beer）は、フィリピンで製造、販売されているビールのブランド。日本語のカタカナ表記には「サンミゲール」もある。
香港にも1948年に醸造所が設立され製造されているため、香港のビールと認識している人も多い。

## 概要
フィリピン国内で流通しているビールのほとんどのシェアを占め（シェア9割とも）、フィリピン国内に留まらず、アジアを代表するビールのブランドである。
香港でも「最もメジャーなビール」として名前が挙がるのがサン・ミゲルである。
名称は、スペイン語で聖ミカエルのことであり、1500年代から1800年代終わりまで、フィリピンがスペインの植民地であったことによるものである。

## 生産地
2020年時点では、フィリピンをはじめとして香港、中華人民共和国、タイ王国、インドネシア、ベトナム、マレーシアに製造拠点をもっており、各製造拠点から世界中に向けた輸出もされている。2020年時点では60ヵ国以上の国でサン・ミゲルが流通している。アメリカ合衆国には製造拠点が無いが、設立の検討は行われている。

## ラインナップ
サン・ミゲルには非常に多くの種類がある。
サン・ミゲル・ライト
最もスタンダードといわれる種類であり、軽い飲み口で低カロリー、さっぱりとした味わいが特徴。
広い世代、性別を問わず愛飲されている。
レッドホース
アルコール度数が6.9パーセントと高い。サン・ミゲルの中で唯一「サン・ミゲル」の名が入っていない種類。
サン・ミゲル・ピルセン
日本のビールに近い味わい。
サン・ミゲル・プレミアム
高級品として知られ、フィリピンでは高級ホテル併設のレストランなどでよく提供されている。
サン・ミゲル・スーパードライ
フィリピンではコンビニエンスストアやスーパーマーケットでよく販売されている。
サン・ミゲル・セルベッサネグラ
唯一の黒ビール。
サン・ミゲル・プレミアムと同じく、主にホテル併設のレストランで提供されることが多い。
サン・ミゲル・アップル
リンゴの味わいを加えたフレーバービール。アルコール度数は3パーセントと低め。
サン・ミゲル・レモン
レモン風味のフレーバービール。アルコール度数は3パーセントと低め。
サン・ミゲル・ゼロ
サン・ミゲル・ライトより更に低カロリーな種類。なお、アルコール度数は0パーセントではなく、3パーセントあり、ノンアルコールビールではない。

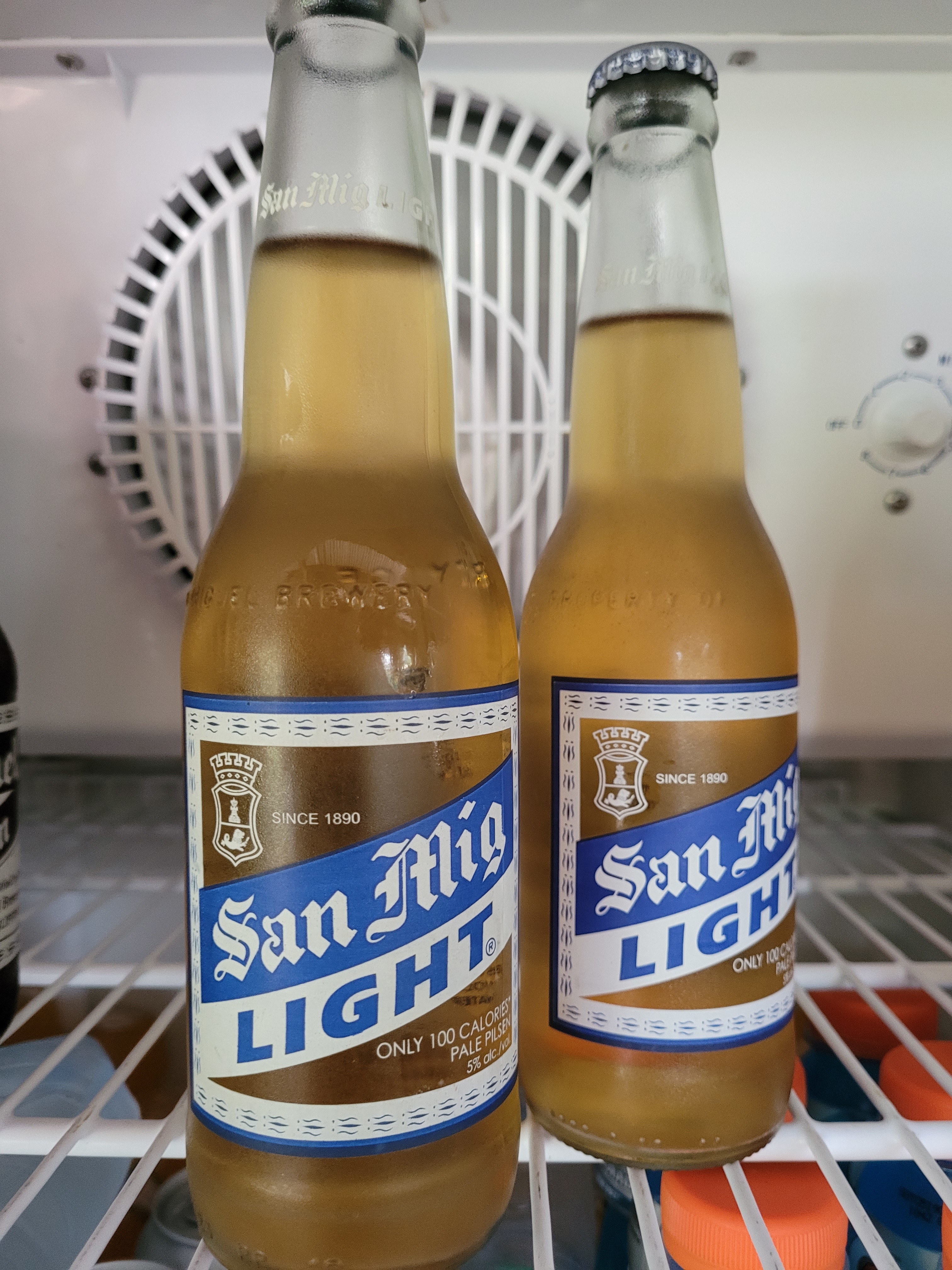
サン・ミゲル・ライト
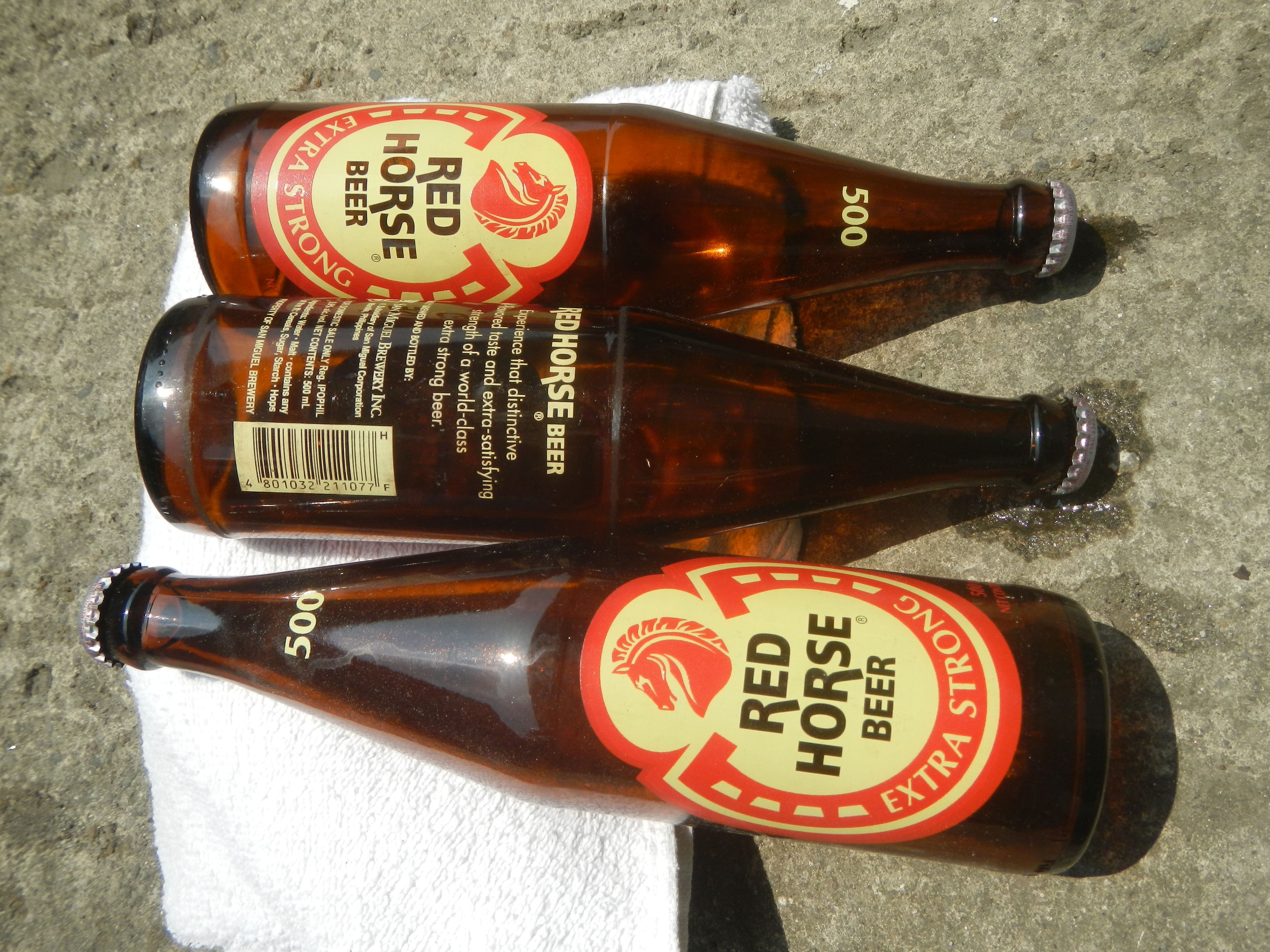
レッドホース
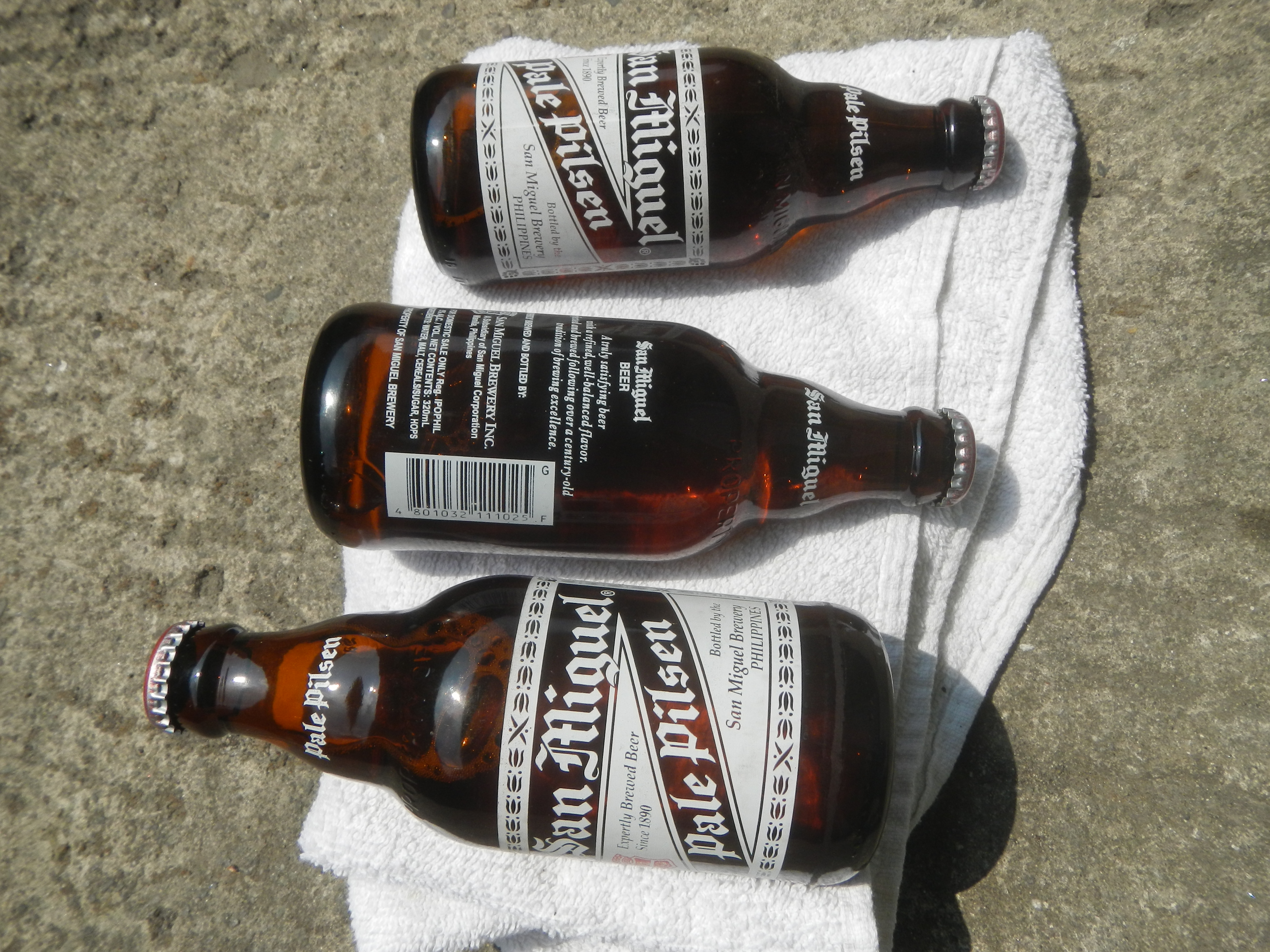
サン・ミゲル・ピルセン
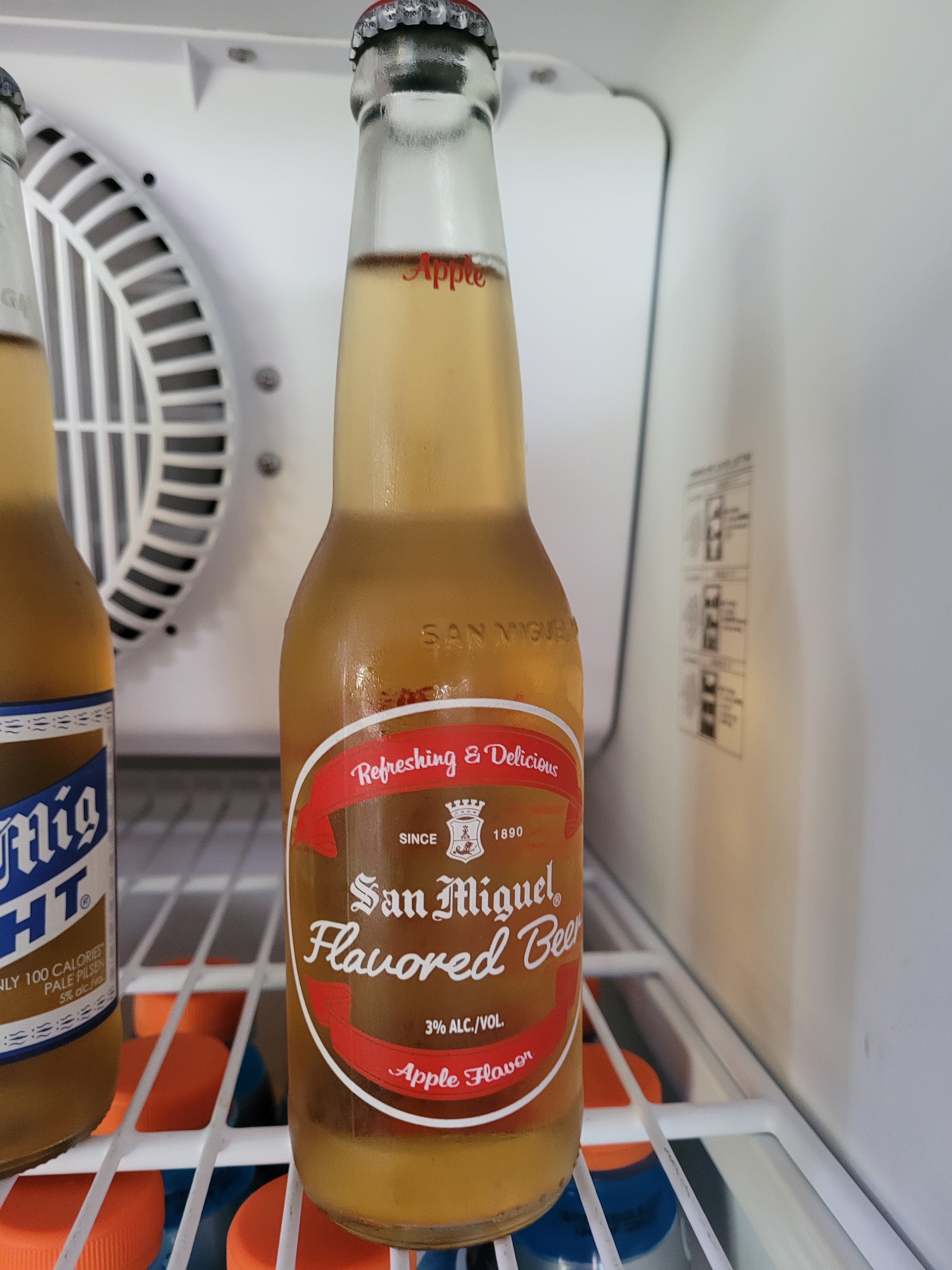
サン・ミゲル・アップル

## 飲み方
日本と同様にフィリピンでもビールは冷やして飲まれる。しかし、フィリピンでは常温でビールが提供されることもよくあり、こういった場合はグラスに氷を入れて飲む。
前掲のようにサン・ミゲルには多くの種類があるので、乾杯はレッドホースで、2杯目はサン・ミゲル・ピルセンで、ビールに飲み飽きたらサン・ミゲル・アップル……というように種類を変えて飲まれている。

## 歴史
サン・ミゲル社は1890年に設立され、東南アジア初のビール醸造メーカーとなった。
1914年にはフィリピン国外、香港、上海、グアムへの輸出が始まった。なお、日本への輸出は1972年からとなる。
1948年には香港に醸造所が設立され、サン・ミゲルの生産をスタートさせている。このため、香港人にも「サン・ミゲルは香港のビール」という認識の人がいる。
サン・ミゲル社はビールを代表とする飲料事業だけでなく、食品事業や公共事業など、さまざまな事業を展開する巨大企業に成長し、アジア全体で見てもトップクラスの企業となっている。
2002年には、日本のキリンホールディングスがサン・ミゲル社に出資してフィリピン市場に進出した。その後、2008年にビール事業部門がサン・ミゲル・ビール社として分社化され、翌年2009年にはキリンは保有していたサン・ミゲル社の株をすべて売却し、改めてサン・ミゲル・ビール社の株式の約50パーセントを取得した。